# Pavel Englický
Pavel Englický (Písek, 6 febbraio 1983) è un cestista ceco.

## Palmarès
- Campionato ceco: 1

ČEZ Nymburk: 2006-07
- Coppa della Repubblica Ceca: 1

ČEZ Nymburk: 2007